# Puerto Nare
Puerto Nare è un comune della Colombia facente parte del dipartimento di Antioquia.
Il centro abitato venne fondato nel 1857, mentre l'istituzione del comune è del 1968.